# 인천 문학동 고인돌
문학동 고인돌은 인천광역시 미추홀구 학익동, 미추홀 근린공원 내에 있는 고인돌이다. 2016년 11월 9일 인천 미추홀구의 향토문화유산 제1호로 지정되었다.

## 개요
고인돌은 청동기시대의 대표적인 무덤 형태로 청동기 문화를 이해하는데 가장 중요한 자료 가운데 하나이다. 우리나라는 전국적으로 약 4만여 기가 확인되어 세계적으로 가장 많은 고인돌을 보유하고 있는 나라이다. 인천에도 약 250기가 분포되어 있으며, 그 중 문학산 일대에만
한때 12~13기가 분포되어 있던 것으로 알려져 있다. 하지만 현재 그 실체를 확인할 수 있는 것은 4기뿐으로, 학익동 고인돌 2기와 문학동 및 주안동에 각 고인돌 1기가 남아 있다.
문학동 도천현(禱天峴) 고개의 남측 언덕 위 밭고랑에 약 3m 가량의 개석으로 남아 있던 문학동 고인돌은 1927년에 조선총독부박물관 주도로 이루어진 선사시대 유적조사에서 처음으로 확인되었다. 당시에는 발굴조사가 이루어지지 않고, 유리건판 사진 2장만이 남아 있다. 이것을 1962년 인천시립박물관장이었던 우문국과 이경성이 약식으로 발굴하였다. 마름모형 개석의 크기는 길이 3.4m×너비 2.2m, 두께 35~60cm로, 개석의 윗면에는 채석을 위한 흔적이 일렬로 관찰되었다. 조사 결과 유물은 출토되지 않았다고 한다. 이후 시가지 확장에 따라 문학동 고인돌은 주안동 고인돌과 함께 1979년 8월 수봉공원으로 이전되었다가, 2005년 8월 다시 미추홀 공원으로 이전되었다. 2016년에는 미추홀구 향토문화유산 제1호로 지정되었다.